# Rapey
Rapey is een gemeente in het Franse departement Vosges (regio Grand Est) en telt 16 inwoners (2009). De plaats maakt deel uit van het arrondissement Épinal.

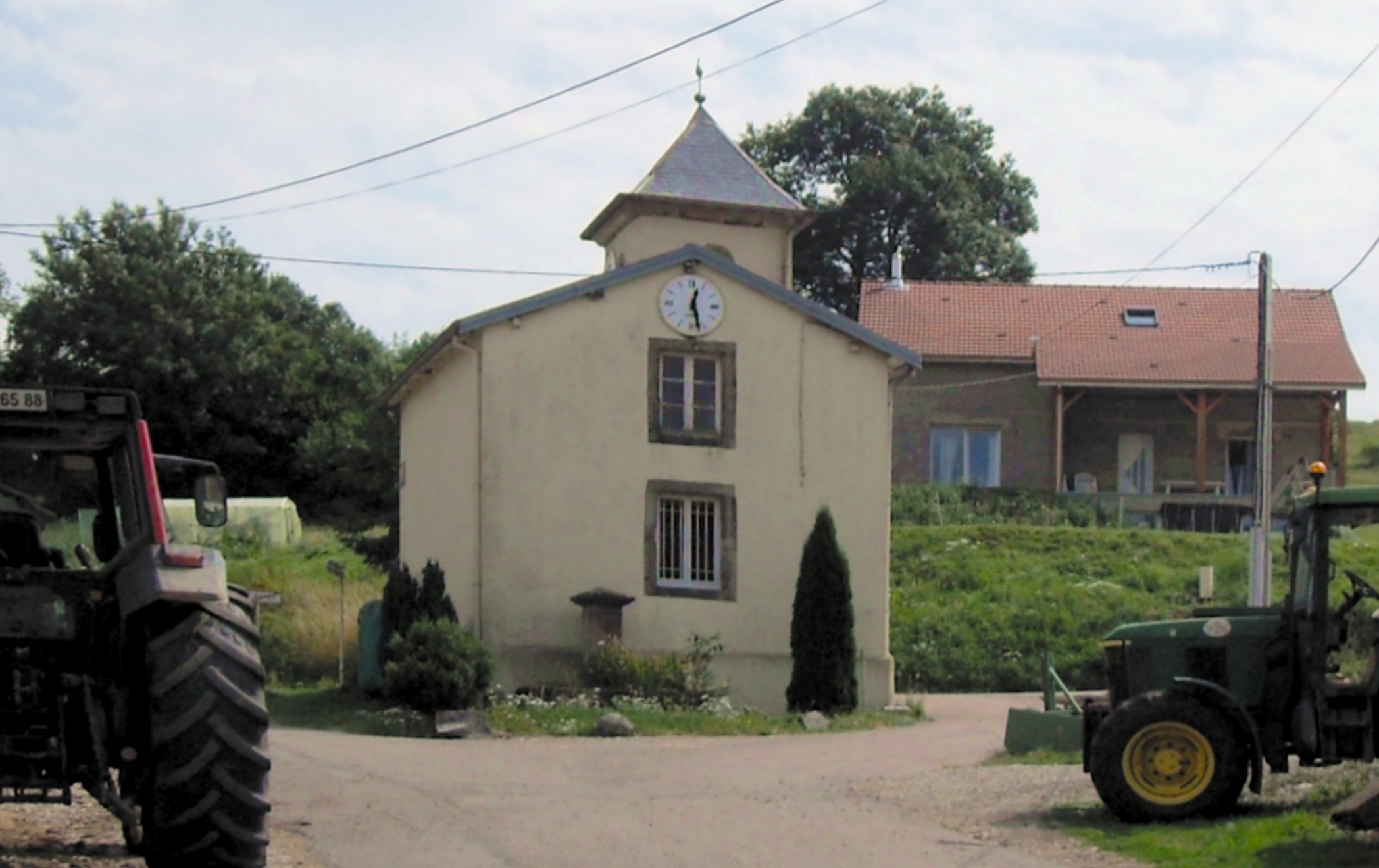
Gemeentehuis

## Geografie
De oppervlakte van Rapey bedraagt 3,0 km², de bevolkingsdichtheid is dus 5,3 inwoners per km².
De onderstaande kaart toont de ligging van Rapey met de belangrijkste infrastructuur en aangrenzende gemeenten.

## Demografie
Onderstaande figuur toont het verloop van het inwonertal (bron: INSEE-tellingen).